# Madhuca klackenbergii
Madhuca klackenbergii är en tvåhjärtbladig växtart som beskrevs av Chantaranothai. Madhuca klackenbergii ingår i släktet Madhuca och familjen Sapotaceae. Inga underarter finns listade i Catalogue of Life.